# Francisco González "Paquirri"
Francisco González Rodríguez, más conocido como Paquirri (Sevilla, 13 de septiembre de 1913-ibídem, 11 de noviembre de 1982), fue un futbolista español. Jugaba como delantero en el Real Betis Balompié.
Comenzó en el equipo amateur del Betis en la temporada 1932/33. Debutó en partido oficial el 8 de octubre de 1933, en la sexta jornada del Campeonato Mancomunado Centro-Sur. En la temporada 1935/36 jugó 12 partidos de liga en primera división y fue el máximo goleador del equipo esa temporada. 
En 1942, fue traspasado al Deportivo de la Coruña, donde jugó cuatro temporadas. En 1946, pasó al Cádiz C.F y en 1949 volvió al Real Betis, donde jugó una temporada más en la tercera división. Es uno de los máximos goleadores de la historia del Real Betis y uno de los futbolistas que ha jugado en las tres divisiones con el equipo verdiblanco.

## Clubes
| Club                   | País   | Año       |
| ---------------------- | ------ | --------- |
| Real Betis             | España | 1933-1942 |
| Deportivo de la Coruña | España | 1942-1946 |
| Cádiz CF               | España | 1946-1949 |
| Real Betis             | España | 1949-1950 |